# Nachal Ce’elim

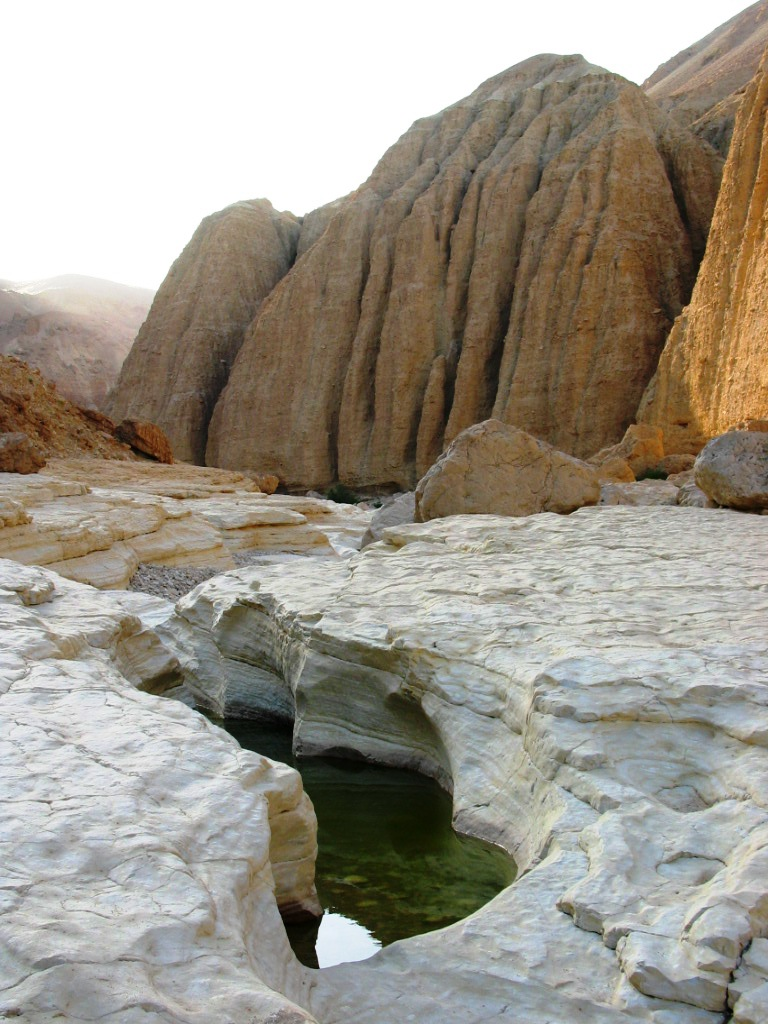

Nachal Ce’elim (hebr. ‏נחל צאלים‎; arab. ‏وادي السيال‎, Wadi Seiyal) – rzeka sezonowa (wadi) płynąca w kierunku Morza Martwego. Okoliczne jaskinie położone 13 km na południe od Engaddi i 4 km na północ od Masady były miejscem schronienia wojowników Bar Kochby. W niektórych z tych grot znaleziono rękopisy, monety i inne przedmioty. Od nazwy wadi nazwano zbiór tych rękopisów. 

## Odkrycia w Nachal Ce’elim
Po odkryciach w Kumran, mnożyły się ekspedycje w celu poszukiwań innych stanowisk archeologicznych. Johanan Aharoni zorganizował wyprawy do grot Nachal Ce’elim w dniach od 25 stycznia do 2 lutego oraz od 23 marca do 6 kwietnia 1960 roku.
W grocie 34 odkryto tam dwa pergaminy z filakteriów, które zawierały hebrajski tekst księgi Wyjścia 13,2-10 oraz 13,11-16, bliskie wersji Septuaginty.
Znaleziono także 8 greckich papirusów, zapisane przez tego samego autora pismem kaligraficznym, głównie z listami hebrajskich imion. Są interesujące dla  studiów  transliteracji. Ponadto jest to prawdopodobnie pierwszy znany przypadek, kiedy epitet Ταπεινός (cierpliwy) jest użyty jako imię własne. Papirusy te zostały opisane przez B. Lifschitz.
Oprócz różnych rękopisów i innych przedmiotów, znaleziono tam dwa srebrne denary Trajana oraz brązowe monety z Cezarei i Aelii Capitoliny.